# René Bousquet ou le Grand Arrangement
Pour les articles homonymes, voir Arrangement (homonymie).
Pour plus de détails, voir Fiche technique et Distribution.
René Bousquet ou le Grand Arrangement est un téléfilm français réalisé par Laurent Heynemann en 2006 et coproduit par Arte. Il a été diffusé sur Arte le 16 novembre 2007, puis sur France 2 le 18 septembre 2009, de nouveau sur Arte le 12 août 2011 et sur France 5 le 30 novembre 2015. 
En 2008 il a obtenu  par le Globe de Cristal du meilleur téléfilm.

## Synopsis
À la fin des années 1970, quand il est accusé par une interview dans L'Express d'être responsable de la tristement célèbre rafle du Vélodrome d'Hiver, le passé rattrape René Bousquet, ancien secrétaire général de la police du régime de Vichy reconverti dans la finance. Pendant quinze ans, il tente de se défendre d'avoir commis un crime contre l'humanité, avec l'aide de ses proches et surtout de ses relations bien placées.
Parallèlement, une femme à qui Bousquet a évité la déportation de la rafle de Marseille avec sa sœur et sa mère vient poster plusieurs lettres aux enveloppes bleues et parvient à le rencontrer.

## Fiche technique
- Titre : René Bousquet ou le Grand Arrangement
- Réalisation : Laurent Heynemann
- Scénario : Pierre Beuchot et Antoine Desrosières
- Producteur : Nelly Kafsky
- Producteur exécutif : Jean-Dominique Chouchan
- Sociétés de production : MNP Entreprise, Cofinova 7, Nord-Ouest Productions
- Musique : Bruno Coulais
- Directeur de la photographie : Robert Alazraki
- Montage : Marion Monestier
- Casting : Gérard Moulévrier
- Genre : Histoire, Drame
- Pays :  France
- Durée : 100 minutes

## Distribution
- Daniel Prévost : René Bousquet
- Ludmila Mikaël : la survivante de la rafle de Marseille
- Macha Méril : Évelyne Baylet
- Philippe Magnan : Louis Bousquet, frère de René Bousquet
- Michel Aumont : le juge Moatty
- Dominique Guillo : Guy Bousquet, fils de René Bousquet
- Philippe Duclos : Jean-Paul Martin
- Hubert Saint-Macary : Maître Jaffré
- Jean Badin : le président d'UTA
- Alain Feydeau : le président d'Indosuez
- Emmanuelle Galabru : Geneviève Bousquet
- Éric Le Roch : René Bousquet jeune
- Marie-Thérèse Arène : Raymonde, femme de René Bousquet